# Pour le sourire d'un enfant
Pour le sourire d'un enfant (A Smile as Big as the Moon) est un téléfilm américain réalisé par James Sadwith et diffusé en 2012.

## Synopsie
Un enseignant spécialisé, entraineur de football de son lycée, a l'idée saugrenue d'emmener ses élèves à un camp spatial : l'aventure peut commencer !
Fiche technique

## Fiche technique
- Titre original : A Smile as Big as the Moon
- Réalisation : James Steven Sadwith
- Scénario : Mike Kersjes et Joe Layden
- Photographie : Roy H. Wagner
- Musique : Mark Adler
- Pays d'origine :  États-Unis
- Langue originale : anglais
- Durée : 90 minutes
- Date de diffusion :
  -  France : 4 août 2014 sur TF1

## Distribution
- John Corbett (VF : Boris Rehlinger) : Mike Kersjes
- Jessy Schram (VF : Élisabeth Ventura) : Robynn
- Logan Huffman (VF : Gauthier Battoue) : Scott
- Moira Kelly (VF : Élisabeth Fargeot) : Darcy Kersjes
- Cynthia Watros : Deborah Barnhart
- Jimmy Bellinger (VF : Juan Llorca) : Matt
- Abby Corrigan (VF : Claire Baradat) : Lisa
- David Lambert (VF : Hugo Brunswick) : Steve
- Bruce McKinnon (VF : Christophe Desmottes) : le colonel Weschler

 Source et légende : version française (VF) sur RS Doublage et selon le carton du doublage français.